# حاجی خدر
حاجی خدر، روستایی از توابع بخش سامن، شهرستان ملایر در استان همدان ایران است.

## تاریخچه
در مورد تاریخ پیدایش تمدن در این روستا بحث‌های متفاوتی مطرح می‌باشد، عده ای با توجه به وجود قلعه یزدگرد سوم ساسانی در کوه‌های اطراف این روستا سن تمدن انسانی در این منطقه را به دوران پیش از اسلام و اواخر حکومت ساسانیان در ایران نسبت می‌دهند، اما روستای فعلی با شکل کنونی در اواخر سلطنت زندیان و اوایل حکومت قاجاریه و به دنبال کوچ تعدادی از طوایف لر نشین مناطق غربی نهاوند به این منطقه شکل گرفته و در اوایل دوران پهلوی اول با حفر قناتهای متعدد و دسترسی به منابع آب این روستا به شکوفایی و آبادانی در زمینه کشاورزی و دامپروری و دارای تعداد زیادی سکنه بوده است. اما رفته رفته و با توجه به کمبود آب و عدم رسیدگی به نیازهای اولیه این مناطق در دوره‌های بعدی کم‌کم با کوچ اهالی این روستا به شهرها از رونق آن کاسته شده است.

## جمعیت
این روستا در بخش سامن قرار دارد و براساس سرشماری مرکز آمار ایران در سال ۱۳۹۵، جمعیت آن ۱۲نفر (۷خانوار) بوده است، بافت روستای حاجی خدر در دو، سه سال اخیر تغییرات اساسی داشته و از بافت فرسوده وقدیمی به بافت و ساختار جدید واستانداردهای ساخت وساز شهری تغییر کرده است، علاوه بر ساختار جدید روستای حاجی خدر، امکانات گاز و برق و تلفن نیز به روستاو زندگی ساکنان روستای حاجی خدر رونق زیادی بخشیده است، با عملیاتی شدن طرح هادی بیشتر کسانی که روستا را ترک کرده بودند به روستا برگشته و با ساخت و ساز زمین‌هایی که قبلاً خانه‌های قدیمی و کاه گلی با سقف تیر چوبی بوده‌اند و به نوعی خانه‌های مخروبه و متروکه آبا و اجدادی خود را با معماری جدید بازسازی کرده‌اند، تعدادی از این ساختمان‌ها بصورت دو یا چند طبقه ساخته شده که اکثراً داری سقف شیروانی با رنگهای زیبا می‌باشند که دورنمای زیبا و شکیلی به روستا بخشیده‌اند

## آب و هوا
روستای حاجی خدر علاوه بر طبیعت زیبا و بکر به دلیل ارتفاع سطح و محصور شدن در میان امتداد رشته کوه‌های زاگرس میانی دارای آب وهوای کوهستانی و سرد می‌باشد چنان‌که تابستانهای معتدل و خنک و زمستانهای بسیار سرد و خشک بامیزان بارش ۲۱۰ روز در سال را دارا می‌باشد. در گذشته بارش برف در این منطقه گاه تا ۲متر می‌رسیده به شکلی که اهالی روستا برای رفت و آمد مجبور به حفر تونل در میان برفها بوده‌اند.

## کشاورزی
کشاورزی در این روستا بیشتر به صورت کشت باغات انگور و درختان گردو و بادام و مقدار اندکی سیب و هلو می‌باشد که در کنار آنها کاشت گندم، جو ،یونجه، لوبیا و عدس و همچنین سیفی جات نیز کشت می‌شود، آبیاری کشاورزی در روستا بصورت سنتی و از طریق آبهای زیرزمینی و قنات‌ها انجام می‌پذیرد که با جمع‌آوری آب قنات در محلی به نام (اسیل) و هدایت آن از طریق مسیرهایی کوچک به درون باغ انجام می‌گیرد، لازم است ذکر شود که کاشت اکثر مزارع گندم و جو بصورت دیم بوده و بیشتر باغات انگور و درختان میوه را آبیاری می‌کنند.

## فاصله زمینی
فاصله زمینی روستای حاجی خدر با شهرستان ملایر حدود ۲۵کیلومتر می‌باشد که در مسیر جاده ملایر، بروجرد قرار دارد، که از بخش سامن نیز عبور می‌کند، حدود ۵کیلومتر از جاده ورودی به روستا بصورت خاکی می‌باشد که باعث بوجود آمدن مشکلات زیادی برای تردد ساکنان روستا بویژه در فصل زمستان می‌باشد که امید است با مساعدت و همکاری مسولین شهرستان ملایر وسامن این مشکل نیز حل شود، لازم است ذکر شود که تا بحال قول‌های زیادی از طرف مسولین برای رفع این مشکل داده شده است که متأسفانه تاکنون جامه عمل به هیچ‌کدام از آنها پوشانده نشده است.

## طوایف
بنیانگذاران اولیه روستای حاجی خدر سه فرد مهاجر با نامهای ملک، باقر و علیمحمد بوده‌اند، که پایه‌ریزی روستا را با ساخت ۳ قلعه در ۳ منطقه از روستا شروع کرده و این قلعه‌ها هنوزهم در بافت قدیمی و تقریباً مخروبه روستا موجود می‌باشند.
این آبادی محل تشکیل و زندگی طوایف بزرگی از جمله ملکی، باقری، امیری، حیدری، جعفری، عباسی، کرمی، علیمحمدی، امیدی، امامی، داربی، صفری، فیض الهی، شمس الهی، همتیان، نجم، آتشبار و بفکین می‌باشد.

## آثار تاریخی
در روستای حاجی خدر دره ای به نام دره یزدگرد در نزدیکی کوهی با همین نام وجود دارد که بقایای قلعه ای موسوم به قلعه یزدگرد سوم ساسانی در آن به چشم می‌خورد، همچنین طبق اسناد به دست آمده و بررسیهای اجمالی انجام شده و بنا بر نقل قولها و شنیده‌ها از بزرگان این روستا، سه زاغه زیر زمینی در زیر این روستا وجود داشته که در زمانهای قدیم از آنها برای نگهداری دامها و اهالی روستا در برابر سرمای سخت زمستان استفاده می‌شده است، ولی در حال حاضر مشخص نیست که دهانه ورودی این زاغه‌ها در چه مکانی از روستا قرار گرفته، همچنین از طول و عمق این زاغه‌ها سندی در دست نبوده اما با اندکی اغراق می‌توان گفت این زاغه‌ها بی ارتباط با قلعه یزدگرد نبوده و احتمالاً از آنها علاوه بر استفاده‌های یاد شده به عنوان دالان‌های زیر زمینی و ارتباطی استفاده می‌شده است